# پفافنهوفن ان در روت
پفافنهوفن ان در روت (به آلمانی: Pfaffenhofen an der Roth) یک شهر در آلمان است که در نوی-اولم واقع شده‌است. پفافنهوفن ان در روت ۷٬۰۵۲ نفر جمعیت دارد.